# Eugen-Cristian Șipoș
Eugen-Cristian Șipoș (n. 18 iulie 1971, Cluj, România) este un politician român, ales în 2024 senator din partea partidului Alianța pentru Unirea Românilor (AUR).

## Carieră politică

### Legislatura I (2024–prezent)

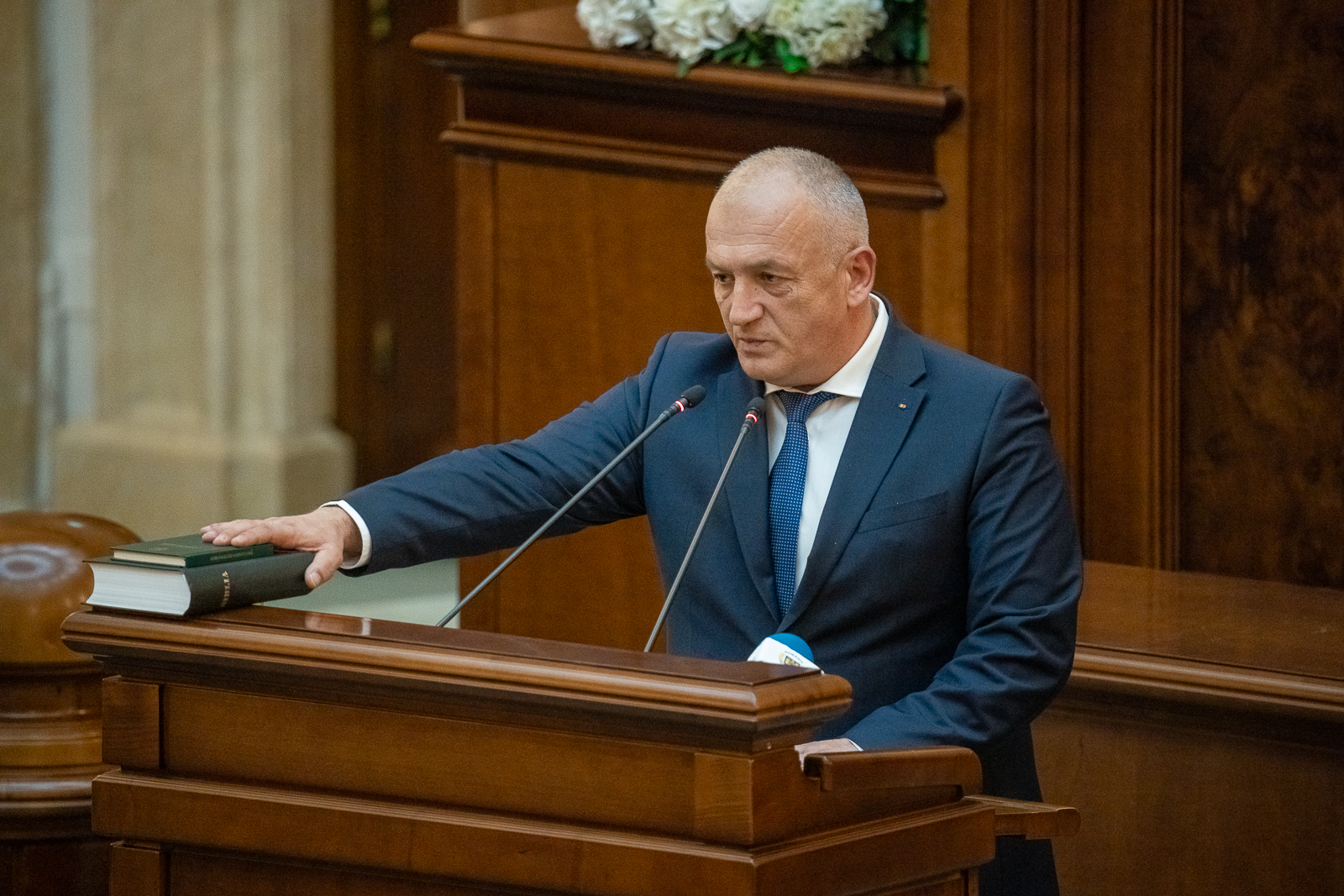
Șipoș depunând jurământul în Senat, 21 decembrie 2024

În urma alegerilor parlamentare din 2024 pe 1 decembrie, Șipoș a fost ales membru al Senatului României, în circumscripția nr. 13 Cluj, preluând mandatul pe 21 decembrie. Ca senator este membru al Comisiei pentru energie, infrastructură energetică și resurse minerale, precum și membru al Comisiei pentru pentru tineret și sport. În plus, din 25 martie 2025 este membru al grupurilor parlamentare de prietenie pentru Azerbaidjan, Bolivia,  Kazahstan și Kârgâzstan. Este coordonator al organizației județene a partidului AUR.